# Napoleon Presents Loyalty Over Money
Napoleon Presents Loyalty Over Money è il primo album di Napoleon inciso in collaborazione con vari artisti rap, pubblicato il 3 ottobre 2006.

## Tracce
1. Intro
2. Ain't No Thang (feat. A-Wax, Noble, Stormy & The Outlaw)
3. Breakaway (feat. A-Wax & Smigg Dirtee)
4. Gamebreakerz (feat. Gemini, Fade Dogg & Playa Ra)
5. Get the Party Crackin' (feat. Chilee Powdah & Jay Tee)
6. My Struggle (feat. Muzamil & Outlaw)
7. Nobody Knows (feat. T-Gunna, Chilee Powdah & Y.A.)
8. Not For Me
9. Physical (feat. Dutch, Haystak & A-Wax)
10. Shut Us Down (feat. B.U. The Local)
11. Smoke Dis (feat. MC Eiht, Chill & Jayo Felony)
12. Time Left (feat. A-Wax, Smigg Dirtee & I-Rocc)
13. Trials of Life (feat. A-Wax, Smigg Dirtee & I-Rocc)
14. Wake Me Up (feat. Moose)
15. We Got That Issue (feat. A2ThaK, Jay Tee & Young Dru)
16. Yall Aint Ridaz (feat. Muzamil)